# Yoshihiro Tajiri
Yoshihiro Tajiri (田尻 義博 Tajiri Yoshihiro?) (29 de septiembre de 1970) es un luchador profesional japonés, también conocido por su nombre artístico Tajiri quien actualmente trabaja para Major League Wrestling.
Es muy conocido por sus apariciones en los Estados Unidos con Extreme Championship Wrestling y World Wrestling Entertainment (WWE).
Desde sus inicios, Tajiri ha destacado por combinar el estilo de lucha libre con kárate para realizar sus maniobras, ganando notoriedad en grandes industrias de Japón y Estados Unidos. Tras su paso por ECW, ganó el Campeonato Televisivo de ECW y el Campeonato Mundial en Parejas de ECW. Llegando a la WWE, obtuvo el Campeonato de los Estados Unidos de la WCW, además de ser 3 veces Campeón Peso Crucero de WWE, y una vez Campeón Peso Ligero de WWE.
En la división en parejas, Tajiri fue Campeón en Parejas de la WWE junto a Eddie Guerrero, y posteriormente fue Campeón Mundial en Parejas junto a William Regal. En Wrestle-1 fue Campeón Mundial en Tríos de la UWA junto a Kaz Hayashi y Minoru Tanaka.

## Carrera

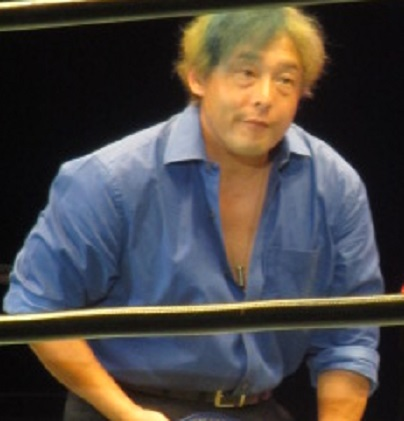
Luchador profesional japonés, TAJIRI. 17 de julio de 2017, BJW Ryogoku Sumo Arena.

Con un pasado dedicado al kárate, Yoshihiro aspiraba a ser luchador de kickboxing, pero cambió de idea después de ver varios combates de lucha libre mexicana y entró en el gimnasio de Animal Hamaguchi para ser luchador profesional. Después de tener su debut en Michinoku Pro Wrestling contra Akihiro Yonekawa y de luchar un par de combates de prueba en Wrestle Association R, Tajiri fue contratado por IWA Japan.

### International Wrestling Association Japan (1994-1995)
A su llegada a International Wrestling Association Japan, Tajiri comenzó a competir extensivamente bajo su nombre real como jobber. Sin embargo, después de un año de combates de bajo nivel, Tajiri entró junto con Takashi Okano en BJW.

### Big Japan Pro Wrestling (1995-1997)
En Big Japan Pro Wrestling, Tajiri debutó bajo una máscara azul y con el nombre de Aquarius, entrando en un feudo con Unicorn. Siendo uno de los principales impulsores de la división de peso crucero de Big Japan, Aquarius ganó popularidad y llegó a enfrentarse con Masahiro Kochi y Sabu, formando un equipo con Crusher Takahashi. En septiembre de 1996, Aquarius ganó su primer título al derrotar a Dr. Wagner, Jr. en un combate por el CMLL World Light Heavyweight Championship, aunque lo perdería contra el mexicano en su primera defensa. A partir de entonces, Tajiri se despojó de la máscara y volvió a utilizar su verdadero nombre, apareciendo en la liga Best Of The Super Juniors IV de New Japan Pro Wrestling como representativo de BJW. Aunque consiguió algunas victorias, Tajiri fue eliminado.

### Consejo Mundial de Lucha Libre (1996-1998)
Durante su trabajo en BPW, Tajiri participó en un intercambio de talentos con la promoción mexicana Consejo Mundial de Lucha Libre para viajar a México y aprender el estilo que le había llevado al mundo de la lucha libre. Allí, Tajiri comenzó haciendo equipo con Super Astro, pero con el paso del tiempo pasó a ser un habitual de las luchas en tríos, permaneciendo en México durante la mayor parte de 1998. Además, gracias a algunos contactos allí, Tajiri hizo algunas apariciones en la World Wrestling Federation, compitiendo contra TAKA Michinoku y Brian Christopher.

### Extreme Championship Wrestling (1998-2001)
En 1998, Tajiri fue descubierto en CMLL por el propietario de la Extreme Championship Wrestling, Paul Heyman, quien le invitó a luchar para ECW en los Estados Unidos.
Él debutó en diciembre de 1998 consiguiendo una victoria contra Antifaz del Norte. La lucha fue bien recibido por los aficionados asistentes a la ECW Arena, que dieron grandes ovaciones durante la lucha. A principios de 1999, Tajiri pronto comienzan a emular a The Great Muta, que fue uno de los héroes de la lucha libre de Tajiri en su crecimiento. Mientras estuvo en ECW, Tajiri tuvo rivalidades con Super Crazy, Little Guido, y Jerry Lynn. Formó una alianza con Steve Corino Jack y Victoria, también. Tajiri más tarde formó un equipo con Mikey Whipwreck conocido como La alianza impía, y fueron gestionados por el siniestro Ministro. Tajiri se mantuvo fiel a ECW hasta que la compañía doblado en enero de 2001. Sus dos últimos combates fueron el 12 de enero de 2001, donde recogió una victoria sobre Super Crazy, y el 13 de enero de 2001, donde perdió ante Super Crazy en su lucha final en la ECW. 
Durante su permanencia con la compañía, Tajiri consiguió los campeonatos ECW World Television Championship y ECW World Tag Team Championship. Él derrotó a su rival Super Crazy en televisión y ganó un torneo con Mikey Whipwreck para ser los vacantes a los títulos en pareja.

### World Wrestling Federation/ Entertainment (2001-2005)
Debutó en la WWE en el torneo King of The Ring, derrotando a Crash Holly, luego adoptó el gimmick de "esbirro" de William Regal, tendría su primera oportunidad de ganar un título derrotando a X-Pac por el WWF Light Heavyweight Championship. Tras la Invasión, el iniciaría una relación con Torrie Wilson, ganando rápida popularidad y siendo face, además derrotó a Chris Kanyon por el Campeonato de los Estados Unidos, para luego perderlo días después ante Rhyno. Tras ello, consiguió el campeonato crucero el 22 de octubre de 2001 derrotando a Billy Kidman, creándose un feudo, luego recibió una oportunidad para ganar el Campeonato Hardcore, siendo derrotado por The Undertaker, apareció en el especial de Navidad de la Attitude Era peleando disfrazado de Santa Claus, ganando la lucha. Perdió su título en SmackDown contra Kidman, acabando su reinado de 162 días (el segundo más largo de la historia), sin embargo derrotó a Kidman en Backlash recuperando el campeonato. 
Posteriormente Tajiri cambió a heel, tras obligar a Torrie a usar un traje de geisha, la relación terminó tras una pelea con The Hurricane. En 2003 participó en su primera Royal Rumble. Después tendría una rivalidad con Jaime Noble, después de que Tajiri molestara a su novia Nidia, perdiendo en No Mercy por el campeonato crucero, tras la pelea, Tajiri besó a Nidia y atacó a Noble. Luego pasó al plano midcard y haría equipos con diferentes luchadores de la división crucero, como Rey Mysterio, Funaki y Rhyno.
Ganaría en Judgment Day (2003) junto a Eddie Guerrero (ya que Chavo Guerrero se fracturó la mano) el campeonato en parejas derrotando a Team Angle y cambiando a face, defendiéndolo contra Roddy Piper y Sean O Haire sin embargo perderían contra Team Angle en Smack down. Luchó en Summerslam por el campeonato de los Estados Unidos, sin embargo Eddie Guerrero retuvo el cinturón. A fines de julio, Tajiri peleó contra Rey Mysterio, siendo derrotado y escupiendo la Green Mist, cambiando a Heel, naciendo una fuerte rivalidad entre los pesos crucero, el nipón derrotó a Mysterio en septiembre ganando por tercera y última vez el Campeonato Crucero, lo retuvo con éxito ante Mysterio en No Mercy 2003 (gracias a la intervención/debut de Akio y Sakoda) y también ante Jaime Noble en Survivor Series. Finalmente perdió ante Rey el título, acabando la rivalidad.
En 2004, Tajiri tuvo dos oportunidades de ganar una oportunidad en el Campeonato de la WWE. La primera oportunidad fue en el Royal Rumble de 2004, donde el ganador obtendría un partido de campeonato en WrestleMania XX, pero fue eliminado por Rhyno tras fallar una Tarántula. Su segunda oportunidad fue en una batalla real en SmackDown!, en la que el ganador se enfrentaría al entonces campeón Brock Lesnar. Sin embargo, perdió una vez más cuando fue eliminado por Big Show.
Después ganó un 6-man Tag Team Match junto a Akio y Sakoda, derrotaron a Paul London, Último Dragón y Billy Kidman en No Way Out, acabando otra rivalidad con el enmascarado luchador. En WrestleMania XX Tajiri participó en un abierto para el campeonato de peso crucero que ganó el campeón reinante Chavo Guerrero.
Fue transferido a RAW por el Draft, cambiando a face. Luego derrotó a Kane gracias a su Tajiri Mist y tuvo un feudo con Jonathan Coachman, el gerente de Raw, siendo derrotado en Backlash por una interferencia, pero ganando en Vengeance tras hacer pareja junto a Rhyno, con quien formaría un equipo. Simultáneamente se pelearía con el stable de Evolution por una buena parte de 2004, e hizo equipo con Edge y Shelton Benjamin derrotando a Evolution, teniendo combates con Batista y Triple H, este último siendo derrotado después de dar dura batalla. El 4 de febrero de 2005, en Saitama Super Arena, Tajiri hizo equipo con William Regal para derrotar a La Résistance por el World Tag Team Championship en un episodio de Raw en Japón. Después de varias defensas, su reinado finalizó el 1 de mayo en Backlash, cuando fueron eliminados en un Turmoil Tag Team. El 16 de diciembre fue su última pelea en su primera etapa en la empresa. A pesar de ser derrotado por Gregory Helms, tras perder anunció (en una de las pocas veces que habló inglés en WWE) que se iría a competir a Japón y pasar tiempo con su familia, agradeciendo a ECW, WWE y sus fanáticos, que le brindaron una ovación de pie por un minuto. El 18 de diciembre de 2005 se anunció la liberación de Yoshihiro.

### HUSTLE (2006-2010)
Tras su salida de la WWE, Tajiri volvió a Japón, donde fue contratado por HUSTLE. Bajo el nombre de TAJIRI (todo en mayúsculas), Yoshihiro debutó en HUSTLE- House Vol. 11 como un aspirante a luchador de la empresa, presentándose para ello en unas audiciones en el ring en las que aparecieron personajes como Real Gay y Yuko Aoki; TAJIRI tuvo que competir con Hiroshi Nagao, otro aspirante más cotizado que él, hasta el punto de suplicar ser elegido. Finalmente, TAJIRI se acabó uniendo al stable face HUSTLE Army, el cual estaba enfrentado con su homólogo heel Monster Army. Su primer combate fue en HUSTLE-14, donde hizo equipo con Hard Gay & Shinjiro Otani para enfrentarse a los esbirros del Monster Army Commander An Jo, Kohei Sato & PTA Monster, con el equipo de TAJIRI ganando la lucha. En poco tiempo, Tajiri se convirtió en uno de los más altos miembros del HUSTLE Army, ganando una gran popularidad.
En HUSTLE Aid 2006, TAJIRI fue el elegido para enfrentarse al todopoderoso The Esperanza; a pesar de su esfuerzo, Tajiri fue derrotado. Las semanas siguientes, TAJIRI comenzó a perder combates, ya que enseñarle una foto de Esperanza o recordarle ese combate de cualquier forma bastaba para aterrorizarle. Finalmente, TAJIRI consiguió liberarse de su miedo gracias a Newling, quien más tarde fue (kayfabe) asesinada por Esperanza. Posteriormente, TAJIRI formó un trío con sus aprendices \(^o^)/ Chie y KUSHIDA, consiguiendo varias victorias, pero poco después, TAJIRI tornó a heel cuando fue hipnotizado por Yinling, madre de Newling, y fue introducido en el Monster Army. No obstante, finales de 2007 TAJIRI volvió a ser face cuando fue atacado por su compañero heel "Fire Monster" AUCHICHI. A su retorno al HUSTLE Army, TAJIRI volvió con sus aprendices y se alió KG y el maestro de ésta, Shiro Koshinaka. Cuando el Monster Army fue disuelto por King RIKI en HUSTLE Aid 2009, los miembros del HUSTLE Army organizarían una serie de combates entre ellos, siendo uno contra Hard Gay el último en el que TAJIRI participaría. Poco después, Yoshihiro abandonó la empresa.

### New Japan Pro Wrestling (2009-2010)
TAJIRI, después de su salida de HUSTLE, fue contratado en New Japan Pro Wrestling, debutando durante el G1 Climax 2009.

### SMASH (2010-2012)
Tras el cierre de HUSTLE, TAJIRI se unió a Shuri Kondo y otros luchadores para formar la empresa SMASH.

### Total Nonstop Action Wrestling (2014)
Tajiri debutó en agosto  Impact Wrestling  tapings en Nueva York, derrotando a Robbie E  el 5 de agosto (emitido el 24 de septiembre), y partidos de trabajo en los tapings de agosto; Tajiri y Austin Aries perdieron contra James Storm y  Sanada y luego en el episodio del 24 de septiembre de Impact Wrestling, compitió en el NYC Gold Rush Final fatal de cinco partidos que también incluido  Abyss,  Mr. Anderson y  MVP y Austin Aries con Anderson ganando el partido. Su última aparición en la promoción fue en el evento de pago por visión del 12 de octubre,  Bound for Glory en Tokio, formando equipo con The Great Muta en un evento principal del equipo de etiqueta, donde derrotaron James Storm y The Great Sanada.

### WWE Cruiserweight Classic (2016)
El 13 de junio de 2016, Tajiri fue anunciado como participante del torneo de pesos crucero de la WWE. El torneo comenzó el 23 de junio con Tajiri derrotando a Damian Slater en su combate de la primera ronda. El 14 de julio, Tajiri fue eliminado del torneo por Gran Metalik.

### WWE 205 Live - NXT Wrestling (2016-2017)
El 3 de diciembre de 2016, en el especial de NXT en Osaka, Japón, Tajiri hizo un equipo con Akira Tozawa, donde fueron derrotados por los campeones en parejas de NXT #DIY (Tommaso Ciampa y Johnny Gargano). El 4 de diciembre de 2016, Tajiri anunció que firmó un contrato a tiempo completo con la WWE.
El 3 de enero de 2017, debutó en el programa WWE 205 Live, venciendo a Sean Maluta luego The Brian Kendrick lo interrumpiría pero Tajiri le escupiría a Brian Kendrick con un Green Mist. Fue su última pelea del "Japanese Buszzaw".
Sufrió una lesión en la rodilla en NXT Wrestling en una grabación.
Finalmente el 23 de  abril del 2017, anuncio en su cuenta de Twitter que dejaba WWE debido a que los doctores le habían dado de alta y le dijeron que era muy arriesgado si seguía compitiendo debido a su lesión de rodilla, y al igual decidió dejar WWE por su edad.

### Retiro
El 23 de abril de 2017, Tajiri anunció su retiro de la Lucha libre profesional a través de su cuenta en Twitter.

### Volver a AJPW (2017)
Tras su partida de la WWE, Tajiri regresó a Japón, con All Japan anunciando su primera reserva posterior a la WWE para el 11 de junio. El 30 de julio, Tajiri derrotó a Hikaru Sato para ganar el Campeonato Mundial Junior de Peso Pesado (AJPW) de la promoción. Perdió el título a Último Dragón el 27 de agosto, antes de recuperarlo el 21 de octubre.

### Major League Wrestling (2021)
Se anunció que debutaría en

## Campeonatos y logros
- All Japan Pro Wrestling
  - Gaora TV Championship (1 vez)[14]
  - AJPW TV Six-Man Tag Team Championship (1 vez) – con Yusuke Kodama & Hokuto Omori
  - All Asia Tag Team Championship (1 vez) – con Yoshitatsu
  - World Junior Heavyweight Championship (2 veces)[12][15]
  - Jr. Tag Battle of Glory (2018) – con Koji Iwamoto[16]
- Big Japan Pro Wrestling
  - BJW Junior Heavyweight Championship (1 vez)[1]
  - BJW Tag Team Championship (2 veces) – con Ryuji Yamakawa[1]

- Combat Zone Wrestling
  - CZW World Heavyweight Championship (1 vez)[1]

- Consejo Mundial de Lucha Libre
  - CMLL World Light Heavyweight Championship (1 vez)1[17]

- Extreme Championship Wrestling
  - ECW World Television Championship (1 vez)[18]
  - ECW World Tag Team Championship (1 vez) – con Mikey Whipwreck[19]
  - ECW World Tag Team Title Tournament (2000) - con Mikey Whipwreck[20]

- Fight Club Finland
  - FCF Finnish Heavyweight Championship (2 veces)[21][22][23]

- International Wrestling Association
  - IWA Hardcore Championship (1 vez)[1]

- Major League Wrestling
  - MLW World Middleweight Championship (1 vez)

- Tokyo Sports
  - Special Award (2001)[24]

- World Wrestling Federation / World Wrestling Entertainment
  - WCW United States Championship (1 vez)2[25]
  - WWF Light Heavyweight Championship (1 vez)[26]
  - WCW/WWF/E Cruiserweight Championship (3 veces)[27][28][29]
  - WWE Tag Team Championship (1 vez) – con Eddie Guerrero[30]
  - World Tag Team Championship (1 vez) – con William Regal[31]

- Wrestle-1
  - EWP Intercontinental Championship (1 vez)
  - UWA World Trios Championship (1 vez) – con Kaz Hayashi y Minoru Tanaka
- Wrestling New Classic
  - WNC Championship (WNC Championship (1 vez)

- Pro Wrestling Illustrated
  - PWI ranked him # 242 of the 500 best singles wrestlers of the PWI Years in 2003
  - Situado en el N°117 en los PWI 500 de 2006[32]
  - Situado en el N°362 en los PWI 500 del 2008[33]
  - Situado en el Nº167 en los PWI 500 de 2010[34]
  - Situado en el Nº245 en los PWI 500 de 2012[35]